# Лемона – Аро
Лемона – Аро – газопровід на півночі Іспанії.
Газопровід, який спорудили в 2009 році, забезпечує сполучення між:
- трубопроводами Більбао – Бергара (доступ до терміналу для прийому зрідженого природного газу Більбао ЗПГ) та Гавіота – Лемона (обслуговує підземне сховище газу Гавіота);
- газовим хабом у Аро, звідки розходяться трубопроводи Аро – Альхете (у напрямку столичного регіону) та Аро – Сарагоса.
Газопровід Лемона – Аро має довжину 93 кілометра, виконаний в діаметрі 650 мм та розрахований на робочий тиск у 8 МПа.